# قطعنامه ۱۸۶۷ شورای امنیت
قطعنامه ۱۸۶۷ شورای امنیت سازمان ملل متحد که در تاریخ ۲۶ فوریه ۲۰۰۹ تصویب شد، سندی بین‌المللی دربارهٔ اوضاع در تیمور شرقی است. این قطعنامه طی نشست ۶۰۸۶ام با ۱۵ رای موافق، ۰ مخالف و ۰ ممتنع تصویب شد.